# Vagellia
Vagellia is een geslacht van spinnen uit de familie waterspinnen (Cybaeidae).

## Soort
De volgende soort is bij het geslacht ingedeeld:
- Vagellia helveola Simon, 1899